# جشنواره بین‌المللی فیلم تسالونیکی
جشنواره بین‌المللی فیلم تسالونیکی (به یونانی: Διεθνές Φεστιβάλ Κινηματογράφου Θεσσαλονίκης) یک جشنواره فیلم است که در هرساله در شهر تسالونیکی (سالونیک) برگزار می‌شود. این جشنواره به یکی از ویترین‌های منطقه بالکان جهت ارائه کار فیلم سازان و کارگردانان سینما تبدیل شده‌است. این جشنواره دارای بخش‌های بین‌الملل، چشم‌انداز فیلم‌های یونانی، برنامه افق‌های نوین، بررسی سینمای بالکان و تجلیل از چهره‌های پیشرو در دنیای سینما است.

## تاریخچه
برای اولین بار در سال ۱۹۶۰ به عنوان هفته سینمای یونان برگزار شد. امروزه جشنواره بین‌المللی فیلم سالونیک به عنوان یک رویداد سالیانه بر کشف و معرفی کارگردانان جدید متمرکز شده‌است. به مدت ۱۰ روز در اواسط ماه نوامبر حدود ۷۰ هزار مخاطب و صدها نفر از مهمانان جشنواره به تماشای نمایش بیش از ۱۵۰ فیلم در سینماهای شهر سالونیک می‌پردازند.

## فهرست برندگان اسکندر طلایی
| سال  | فیلم             | کارگردان                  | کشور           |
| ---- | ---------------- | ------------------------- | -------------- |
| ۱۹۹۲ | اورلاندو         | سالی پوتر                 | بریتانیا       |
| ۱۹۹۲ | رقص در شب        | آلکو سابادزه              | گرجستان        |
| ۱۹۹۳ | از برف           | سوتیریس گوریتساس          | یونان          |
| ۱۹۹۴ | روزها            | وانگ ژیائو شوآی           | چین            |
| ۱۹۹۵ | پستچی            | هه جیانجون                | چین            |
| ۱۹۹۶ | برادران در دردسر | اودایان پراساید           | بریتانیا       |
| ۱۹۹۷ | دسترسی نیل       | سو بروکس                  | استرالیا       |
| ۱۹۹۸ | ماهی در ماه اوت  | یوکیرو تاکاهاشی           | ژاپن           |
| ۱۹۹۹ | دوش              | ژانگ یانگ                 | چین            |
| ۲۰۰۰ | آخرین چاره       | پاول پاولیکوفسکی          | بریتانیا       |
| ۲۰۰۱ | تیرانا سال صفر   | فاتمیر کوچی               | آلبانی         |
| ۲۰۰۲ | زن آب            | هیدنوری سوگیموری          | ژاپن           |
| ۲۰۰۲ | خوشبخت باشی!     | آپیچاتپونگ ویراستاکول     | تایلند         |
| ۲۰۰۳ | آخرین قطار       | آلکسی جرمن                | روسیه          |
| ۲۰۰۴ | خواب تلخ         | محسن امیریوسفی            | ایران          |
| ۲۰۰۵ | خوشبختی کس دیگر  | فین تروچ                  | بلژیک          |
| ۲۰۰۶ | روابط خانوادگی   | کیم تائه یانگ             | کره جنوبی      |
| ۲۰۰۷ | ریشه قرمز        | چای شانگ جون              | چین            |
| ۲۰۰۸ | آنجا             | عبدالرضا کاهانی           | ایران          |
| ۲۰۰۹ | عجمی             | اسکندر کوپتی و یارون شانی | اسرائیل/ آلمان |
| ۲۰۱۰ | پیرامون          | بگدان جورج آپتری          | رومانی         |
| ۲۰۱۲ | ربودن            | توبیاس لیندهولم           | دانمارک        |
| ۲۰۱۳ | رؤیای طلایی      |                           | مکزیک          |